# Gling-Gló
Gling-Gló é o único albúm de estúdio de Björk Guðmundsdóttir & tríó Guðmundar Ingólfssonar, consistindo de Björk Guðmundsdóttir nos vocais, Guðmundur Ingólfsson no piano, Guðmundur Steingrímsson na bateria, e Þórður Högnason no contrabaixo. "Gling-gló" é uma onomatopeia islandesa, cujo equivalente em portugês é "Din-don", ou o som de uma campainha.
A maioria das músicas foi gravada nos dias 1 e 3 de setembro de 1990 no Stúdio Sýrland, com exceção de duas faixas, que foram gravadas em 23 de agosto de 1990. O álbum foi produzido por Tómas Magnús Tómasson, baixista do grupo Stuðmenn. Foi lançado em outubro de 1990 pela Smekkleysa. Recebeu críticas mistas.

## Contexto e gravações
| Críticas profissionais | Críticas profissionais |
| Avaliações da crítica  | Avaliações da crítica  |
| Fonte                  | Avaliação              |
| ---------------------- | ---------------------- |
| AllMusic               | [ 1 ]                  |
| All About Jazz         | [ 2 ]                  |

A maioria das músicas foi gravada nos dias 1 e 3 de setembro de 1990 no Stúdio Sýrland. "Ruby Baby" e "I Can't Help Loving That Man" foram gravados em 23 de agosto de 1990 no Ríkisútvarpið (Serviço Nacional de Radiodifusão da Islândia) para Djasskaffi, um programa de rádio apresentado por Ólafur Þórðarsson. Foi produzido por Tómas Magnús Tómasson, baixista do Stuðmenn.

## Composição
A maioria das canções é cantada em islandês. Várias dessas canções são covers de jazz traduzidos e cantados em islandês. Três canções são cantadas com um arranjo musical visivelmente diferente: "Bílavísur" (originalmente "The Blacksmith Blues"), "Ég Veit Ei Hvað Skal Segja" ("Ricochet Romance" de Theresa Brewer) e "Pabbi minn" ("O Mein Papa").
"Það Sést Ekki Sætari Mey" é erroneamente atribuído nas notas de encarte como uma composição de "Rodgers & Hammerstein", mas é, em vez disso, uma interpolação de "You Can't Get a Man with a Gun" de Irving Berlin do musical Annie Get Your Gun.

## Faixas
| N.º | Título                         | Compositor(es)                                     | Duração |  |
| 1.  | "Gling Gló"                    | Alfreð Clausen Kristín Engilbertsdóttir            | 2:37    |  |
| 2.  | "Luktar-Gvendur"               | Nat Simon Eiríkur Eiríksson                        | 4:00    |  |
| 3.  | "Kata Rokkar"                  | Theodór Einarsson                                  | 2:56    |  |
| 4.  | "Pabbi Minn"                   | Paul Burkhard Þorsteinn Sveinsson                  | 2:40    |  |
| 5.  | "Brestir Og Brak"              | Jón Múli Árnason Jónas Árnason                     | 3:18    |  |
| 6.  | "Ástartöfrar"                  | Valdimar Auðunsson                                 | 2:43    |  |
| 7.  | "Bella Símamær"                | Mark Fontenoy Loftur Guðmundsson                   | 2:38    |  |
| 8.  | "Litli Tónlistarmaðurinn"      | Jack Holmes Jón Sigurðsson                         | 3:23    |  |
| 9.  | "Það Sést Ekki Sætari Mey"     | Irving Berlin Guðmundsson                          | 4:00    |  |
| 10. | "Bílavísur"                    | Holmes Sigurðsson                                  | 2:38    |  |
| 11. | "Tondeleyo"                    | Sigfús Halldórsson Tómas Guðmundsson               | 3:29    |  |
| 12. | "Ég Veit Ei Hvað Skal Segja"   | Larry Coleman Joe Darion Norman Gimbel Guðmundsson | 3:03    |  |
| 13. | "Í Dansi Með Þér"              | Pablo Beltrán Ruiz Sveinsson                       | 2:26    |  |
| 14. | "Börnin Við Tjörnina"          | Jenni Jónsson                                      | 2:46    |  |
| 15. | "Ruby Baby"                    | Jerry Leiber Mike Stoller                          | 4:00    |  |
| 16. | "I Can't Help Loving That Man" | Oscar Hammerstein II Jerome Kern                   | 3:40    |  |

## Participações
- Björk Guðmundsdóttir – vocais, gaita
- Guðmundur Ingólfsson – piano, pandeiro
- Þórður Högnason – baixo
- Guðmundur Steingrímsson – bateria, maracas, sino
- Tómas Magnús Tómasson – produção, mixagem
- Georg Magnússon – técnico (faixas 15, 16)
- Óskar Jónasson – fotografia, capa

Créditos adaptados da contracapa do álbum.